# Nedeljko
Nedeljko (in cirillico: Недељко) è un nome proprio di persona serbo e croato maschile.

## Varianti
Croato
- Maschili: Nedelko[2], Nediljko[1][2], Nedjeljko[1]
- Femminili: Nedeljka[2][3], Nediljka[3], Nedjeljka[3]
  - Ipocoristici: Neda[3]

Serbo
- Maschili: Heђeљкo (Neđeljko)[2], Neđelko[2]
- Femminili: Недељка (Nedeljka)[2][3], Неђељка (Nedeljka)[2]
  - Ipocoristici: Неда (Neda)[3]

### Varianti in altre lingue
- Bulgaro: Неделчо (Nedelčo)[1], Недялко (Nedjalko)[1]
  - Femminili: Неделя (Nedelja)[3], Недялка (Nedjalka)[3]
  - Ipocoristici femminili: Неда (Neda)[3]
- Macedone: Неделко (Nedelko)[1][2]
  - Femminili: Неделка (Nedelka)[3]

## Origine e diffusione
Il prenome riprende il termine croato nedjelja o serbo недеља (nedelja), che significa "domenica".
Ha quindi sostanzialmente lo stesso significato dell'italiano Domenico.

## Onomastico
Si tratta di un nome adespota, cioè privo di santo patrono. L'onomastico quindi si festeggia il giorno di Ognissanti, che è il 1º novembre.

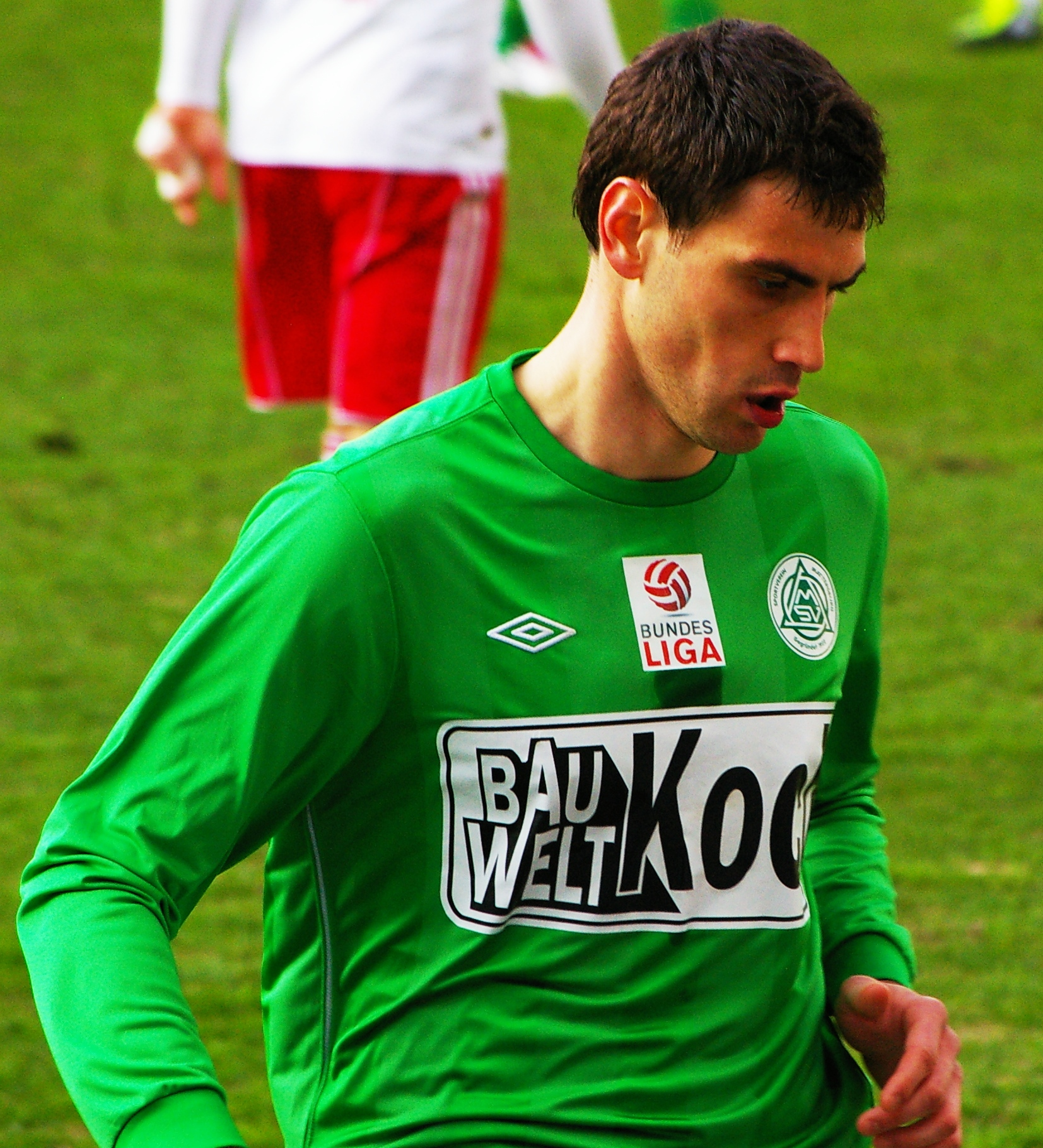
Nedeljko Malić

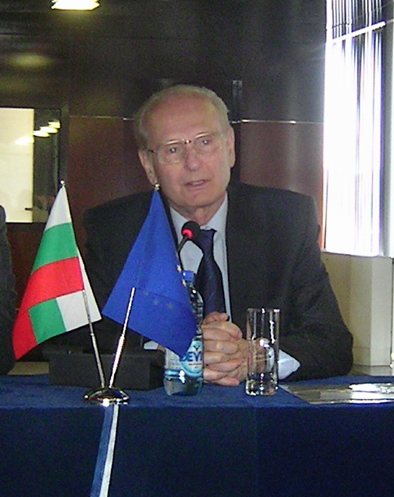
Nedelčo Beronov

## Persone
- Nedeljko Ašćerić, cestista e allenatore di pallacanestro jugoslavo naturalizzato austriaco
- Nedeljko Bajalica, fumettista italiano
- Nedeljko Čabrinović, rivoluzionario serbo
- Nedeljko Farčić, atleta jugoslavo
- Nedeljko Malić, calciatore bosniaco naturalizzato austriaco

### Varianti
- Nedelčo Beronov, politico e giurista bulgaro
- Neđeljko Vlahović, calciatore montenegrino
- Neđeljko Zelić, calciatore australiano